# 郭礼伯
郭礼伯（1905年4月27日—1978年2月14日），号君鸣，江西南康人。中华民国陆军中將，黄埔军校第一期毕业。

## 歷任
郭礼伯三岁丧父，家境贫寒，由伯母抚养长大，先后毕业于南康县城南国民小学和私立赣南中学。1921年，进入赣军军官教育团受训；同年，由赣军司令彭程万、李明扬介绍，加入国民党。此后，先后任驻粤赣军一团一连司务长，粤军一团一连任排长。1924年5月，由赣军推荐，进入黄埔军校一期步科第三队学习。黄埔军校毕业后，入教导第一二团任排、连长，副营长，参加两次东征中的淡水、棉湖、兴宁之役，后任国民革命军第一军第二师第四团第一营营长、四团参谋长，参加北伐中的武昌、南昌、赣北之役。1930年，任十四师独立旅第一团团长、八十九师五二九团团长。1933年春，赴东北军万福临第四军团北平总部任政工主任，1934年4月，任江西保卫第一师师长，后任国民政府军事委员会委员长南昌行营中将参议、武汉行营中将参议。1935年，从庐山军官训练团毕业；同年，任江西省国民军事训练委员会主任委员，1937年，任江西省军管区副司令。1936年2月，授陆军少将軍銜。1939年，任第六预备师师长。1940年，在重庆中央训练团党政班第七期学习，毕业后担任中队长至1941年夏第十五期结业为止。1941年，任第九战区一九四师师长。1942年，任七十九军副军长。抗日战争期间，参加过豫东战役、武汉会战、第二、三次长沙会战、浙赣会战。抗战胜利后，任第三方面军司令部高级参谋。1946年，任军政部第十六军官总队中将总队长；同年7月，退役；同年冬，当选制宪国民大会代表，到南京出席制宪国民大会。1947年，任江西省政府委员兼省训团教育长。1949年，兼任江西省民政厅厅长。1949年秋，到达台湾。此后，从事国民党基层党务工作。1960年，任台湾省桃园县民政局局长。1970年，退休，转任中台化工公司董事。1978年2月14日，病逝于台北荣民总医院。

## 與章亚若關係
1934年，郭礼伯（当时兼任“复兴社”江西干事会总干事）与新喻縣政府管獄員唐英江的妻子章亚若发生婚外情，1935年12月24日，唐英江与章亚若大吵后自杀，并在遗书中披露稱章「在家儼似國王」、出軌事實「筆楮難宣」。唐家直指章亚若不守妇道，逼死丈夫，将其扭送到治安机关进行法办，经郭礼伯运作章亚若得以被释放，此后同為江西人的二人开始同居。章亚若行事极为高调，被郭礼伯妻子得知，章亚若多次到郭礼伯家中与郭妻大吵，郭妻强硬面对，章始终未能获得名分。1939年，郭礼伯即将调职带家眷到重庆任职，无名份的情妇章亚若无法同行，便向蒋经国部下李以劻求助，请蒋经国帮章亚若安排工作；1940年下半年，章亚若开始和蒋经国交往，但仍在郭礼伯休假回赣州时保持原来的关系。根据郭礼伯生前的笔记，1941年章亞若懷孕後，首先告诉郭孩子是他的，郭礼伯当时已知蒋经国与章亚若有交往，所以無法完全确认孩子是自己的，郭禮伯考虑之后就跟章亚若说， 「等一、两个月后再告诉蒋经国，明年三月生下孩子，就说是早产，让蒋经国认定孩子是他的」。后来，章亚若生下一对双胞胎，即章孝严和章孝慈。